# Sénart
Pour les articles homonymes, voir Sénart (homonymie).
Sénart, précédemment Melun-Sénart, est une ancienne ville nouvelle française du sud de l'Île-de-France, à cheval entre les départements de Seine-et-Marne et de l'Essonne. Elle tire son nom de la forêt de Sénart.

## Histoire
- 1965 : Le gouvernement décide de créer des villes nouvelles autour de Paris pour contrôler la croissance de l'agglomération.
La mise au point du premier Schéma directeur d'aménagement et d'urbanisme (SDAU) a été confiée à Paul Delouvrier, délégué général au District de la Région de Paris de 1961 à 1969, qui a été à ce titre considéré comme le père des villes nouvelles.
Au sud-est de Paris, on retient le site de Lieusaint-Tigery, entre Melun et Corbeil-Essonnes.
- 10 décembre 1969 : le périmètre de la ville nouvelle de Melun-Sénart est défini, comprenant 18 communes (11 en Seine-et-Marne, 7 dans l'Essonne).
- 28 janvier 1970 : la commission locale d'aménagement et d'urbanisme, chargée de l'élaboration du SDAU de Melun-Sénart, est créée.
- 15 octobre 1973 : l'établissement public d'aménagement (EPA), qui aménage et développe le territoire, est créé[1], de même que les trois syndicats communautaires d'aménagement (SCA) qui constituent Melun-Sénart :
  - Grand-Melun, sept communes de Seine-et-Marne (Cesson, Le Mée-sur-Seine, Melun, Nandy, Savigny-le-Temple, Seine-Port et Vert-Saint-Denis) ;
  - Sénart-Villeneuve, quatre communes de Seine-et-Marne (Combs-la-Ville, Lieusaint, Moissy-Cramayel et Réau) ;
  - Rougeau-Sénart, sept communes de l'Essonne (Étiolles, Morsang-sur-Seine, Soisy-sur-Seine, Saint-Germain-lès-Corbeil, Saint-Pierre-du-Perray, Saintry-sur-Seine et Tigery).
- 5 décembre 1975 : le SDAU de Melun-Sénart est approuvé[2].
- 13 juillet 1983 : la loi Rocard modifie le statut des villes nouvelles.
- 20 décembre 1983 : huit communes quittent la ville nouvelle.
- 1984 : les trois SCA sont remplacés par deux syndicats d'agglomération nouvelle (SAN) nouvellement créés :
  - Sénart-Ville Nouvelle, en Seine-et-Marne, qui regroupe Grand-Melun et Sénart-Villeneuve (sauf les trois communes qui quittent la structure, Le Mée-sur-Seine, Melun et Seine-Port) ;
  - Rougeau-Sénart, dans l'Essonne, qui ne comprend plus que Saint-Pierre-du-Perray et Tigery (les cinq autres communes, Étiolles, Morsang-sur-Seine, Soisy-sur-Seine, Saint-Germain-lès-Corbeil et Saintry-sur-Seine, ayant quitté la structure).
- 16 février 1994 : Rougeau-Sénart devient Sénart en Essonne.
- 23 avril 1997 : Melun-Sénart devient Sénart[3].
- Fin 2002-début 2003 : la première phase du Carré Sénart, nouveau centre-ville de la ville nouvelle, sur des champs appartenant aux communes de Savigny-le-Temple et Lieusaint.
- 1er janvier 2003 : Morsang-sur-Seine et Saintry-sur-Seine adhèrent au SAN de Sénart en Essonne sans pour autant réintégrer le périmètre de la ville nouvelle.
- à partir de 2010 : évolution du mode d'urbanisation en intégrant les enjeux du développement durable (densification, promotion des transports en commun, mixité sociale, gestion de l'environnement plus intégrée) tout en conservant l'image d'une ville verte
- 2013 : préparation du Contrat de Développement Territorial - Innovation logistique et éco-développement (signature le 19 décembre 2013 à la suite d'une importante concertation)
- 1er janvier 2015 : Le SAN de Sénart-Ville Nouvelle devient la communauté d'agglomération de Sénart.
- 1er janvier 2016 : Les deux EPCI fusionnent dans la communauté d'agglomération Grand Paris Sud Seine Essonne Sénart.

## Statut
Sénart est une opération d'intérêt national (OIN) regroupant 10 communes, réparties sur deux départements. Jusqu'en 2016, elle était divisée entre deux établissements publics de coopération intercommunale (EPCI) :
- la Communauté d'agglomération de Sénart (SAN jusqu'en 2015), en Seine-et-Marne, qui compte 8 communes (109 456 habitants en 2018)[4] : Cesson, Combs-la-Ville, Lieusaint, Moissy-Cramayel, Nandy, Réau, Savigny-le-Temple et Vert-Saint-Denis ;
- le Syndicat d'agglomération nouvelle de Sénart en Essonne, dans l'Essonne, qui compte 4 communes (20 457 habitants en 2018)[5] : Saint-Pierre-du-Perray, Tigery, et hors OIN : Saintry-sur-Seine et Morsang-sur-Seine.

Ces deux EPCI fusionnent au 1er janvier 2016 dans la Communauté d'agglomération Grand Paris Sud Seine Essonne Sénart, qui s'étend bien au-delà du périmètre de l'OIN.
L'Établissement public d'aménagement de la ville nouvelle de Sénart (EPA Sénart), sous tutelle du ministère chargé de l'aménagement du territoire, a pour mission d'aménager et de développer l'ensemble des 10 communes de la ville nouvelle.

## Population
D'une superficie totale de 12 560 hectares, la ville nouvelle de Sénart comptait avec Saintry-sur-Seine et Morsang-sur-Seine, 114 196 habitants au recensement de 2008, soit une densité de 909 hab./km2, encore faible en comparaison des autres villes nouvelles de la région, bien que la population ait déjà été multipliée par cinq depuis le début des aménagements.
| Nom                    | Code Insee | Gentilé         | Superficie (km2) | Population (dernière pop. légale) | Densité (hab./km2) |
| ---------------------- | ---------- | --------------- | ---------------- | --------------------------------- | ------------------ |
| Cesson                 | 77067      | Cessonnais      | 6,98             | 9 805 (2014)                      | 1 405              |
| Combs-la-Ville         | 77122      | Combslavillais  | 14,48            | 22 110 (2014)                     | 1 527              |
| Lieusaint              | 77251      | Lieusaintais    | 11,97            | 12 131 (2014)                     | 1 013              |
| Moissy-Cramayel        | 77296      | Moisséens       | 14,28            | 17 606 (2014)                     | 1 233              |
| Nandy                  | 77326      | Nandéens        | 8,56             | 5 846 (2014)                      | 683                |
| Réau                   | 77384      | Réaltais        | 13,32            | 1 774 (2014)                      | 133                |
| Savigny-le-Temple      | 77445      | Savigniens      | 11,97            | 30 172 (2014)                     | 2 521              |
| Vert-Saint-Denis       | 77495      | Verdionysiens   | 16,13            | 7 156 (2014)                      | 444                |
| Morsang-sur-Seine      | 91435      | Morsandiaux     | 4,39             | 541 (2014)                        | 123                |
| Saint-Pierre-du-Perray | 91573      | Saint-Perreyens | 11,59            | 10 151 (2014)                     | 876                |
| Saintry-sur-Seine      | 91577      | Saintryens      | 3,29             | 5 498 (2014)                      | 1 671              |
| Tigery                 | 91617      | Tigeriens       | 8,64             | 3 346 (2014)                      | 387                |

## Le détail de la population depuis la création de la ville nouvelle
| Communes               | 1968   | 1975   | 1982   | 1990   | 1999   | 2008    | 2013    | 2017    |
| ---------------------- | ------ | ------ | ------ | ------ | ------ | ------- | ------- | ------- |
| Cesson                 | 2 283  | 4 948  | 7 522  | 7 878  | 7 699  | 8 012   | 9 568   | 10 232  |
| Combs-la-Ville         | 6 192  | 11 093 | 13 759 | 19 973 | 20 953 | 21 324  | 22 086  | 22 341  |
| Lieusaint              | 800    | 657    | 510    | 5 200  | 6 365  | 10 210  | 11 033  | 13 374  |
| Moissy-Cramayel        | 2 364  | 3 172  | 5 195  | 12 263 | 14 298 | 17 186  | 17 500  | 17 759  |
| Nandy                  | 349    | 327    | 1 548  | 5 429  | 6 159  | 5 852   | 5 867   | 5 974   |
| Réau                   | 497    | 525    | 509    | 663    | 705    | 1 046   | 1 548   | 1 788   |
| Savigny-le-Temple      | 828    | 2 881  | 11 835 | 18 520 | 22 339 | 27 757  | 30 068  | 30 533  |
| Vert-Saint-Denis       | 2 799  | 3 896  | 4 458  | 7 012  | 7 493  | 7 081   | 7 154   | 7 455   |
| Sénart-Ville Nouvelle  | 16 112 | 27 499 | 45 336 | 77 294 | 86 011 | 98 399  | 104 824 | 109 456 |
| Morsang-sur-Seine      | 159    | 162    | 287    | 350    | 380    | 491     | 535     | 589     |
| Saint-Pierre-du-Perray | 611    | 1 360  | 1 849  | 3 342  | 5 801  | 7 844   | 9 758   | 10 629  |
| Saintry-sur-Seine      | 1 909  | 3 046  | 3 642  | 4 929  | 4 998  | 5 154   | 5 343   | 5 712   |
| Tigery                 | 472    | 430    | 439    | 1 140  | 1 257  | 2 308   | 3 244   | 3 527   |
| Sénart en Essonne      | 3 151  | 4 998  | 6 217  | 9 761  | 12 436 | 15 797  | 18 880  | 20 457  |
| TOTAL                  | 19 263 | 32 497 | 51 553 | 87 055 | 98 447 | 114 196 | 123 704 | 129 913 |

## Transports

### RER
L'OIN de Sénart est desservie, du nord au sud, par quatre gares de la ligne D du RER :
- Combs-la-Ville - Quincy ;
- Lieusaint - Moissy ;
- Savigny-le-Temple - Nandy ;
- Cesson ;

### Bus
Le réseau de bus de Sénart dessert l'ensemble des communes de la ville nouvelle de Sénart.
La ligne 3702 (ex-Citalien) relie directement les villes de Sénart et Melun.

### T Zen
En 2011, une ligne de bus à haut niveau de service, le TZen 1, a été mis en service et relie la gare de Lieusaint - Moissy à celle de Corbeil-Essonnes, permettant aussi d'être en correspondance avec les deux branches du RER D, celles de Melun et de Malsherbes. Elle dessert également le Carré Sénart. 
À l'horizon 2027 une nouvelle liaison sera mise en service : le T Zen 2, qui reliera Sénart à Melun depuis le Carré Sénart.

## Écologie
Du fait de son appartenance à l'Agglomération parisienne, la ville nouvelle de Sénart s'est vue dans l'obligation d'élaborer un Plan de Prévention du Bruit dans l'Environnement. Celui-ci est disponible sur le site internet de Sénart.
- 70 % du territoire est composé d’espaces naturels
- 300 km de liaisons douces/pistes cyclables
- 2 forêts domaniales: forêt de Sénart et forêt de Rougeau
- 1 ZNIEFF (Zone Naturelle d’Intérêt Ecologique, faunistique et floristique)
- Une dizaine d'éco-quartiers en cours de réalisation

## Carré Sénart
Le Carré Sénart, grand projet urbain du territoire, est situé au cœur de l'OIN de Sénart et véritable centre fédérateur des 10 communes de Sénart. Aujourd'hui il compte un pôle tertiaire et divers équipements de loisirs, dont le théâtre de Sénart, Scène nationale, et de commerces dont le centre commercial Carré Sénart, conçu par l'architecte Jean-Paul Viguier. Centre commercial, nouvelle génération, il a été réalisé en tenant compte des enjeux du développement durable. Le centre commercial de Carré-Sénart dispose d'une éolienne visible depuis l'autoroute pour alimenter son système de climatisation.

## Culture

### Le Théâtre-Sénart, Scène nationale

Théâtre-Sénart, Lieusaint

Le Théâtre-Sénart, scène nationale, est l’une des 71 scènes nationales labellisées par le ministère de la Culture et de la Communication. Elle est subventionnée par l’État (ministère de la Culture et de la Communication), le conseil régional d’Île-de-France, le conseil départemental de Seine-et-Marne et la communauté d'agglomération Grand Paris Sud.
Le Théâtre-Sénart est implanté au cœur du Carré Sénart à Lieusaint. Avec ses deux salles, l'une de 843 places et l'autre, modulable, pouvant accueillir de 383 places assises à près de 1 200 places dites « debout » pour les concerts, le Théâtre-Sénart propose au public une programmation riche et variée pour tous les publics : théâtre, danse, musique, arts de la piste, une programmation à destination du jeune public. Ce sont par saison plus de 60 spectacles, environ 200 représentations.
De 2015 à 2018, le Théâtre-Sénart a accueilli trois artistes en résidence : la compagnie MAD avec Sylvain Groud, chorégraphe, L'orchestre Les Siècles avec François-Xavier Roth à la direction, et la compagnie de théâtre PIPO avec le comédien et metteur en scène Patrick Pineau.
Et autour des spectacles, il existe une programmation « bis », stages, ateliers, rencontres avec les artistes, conférences, spectacle à domicile, qui sont autant d’approches possibles pour accompagner la programmation et pour partir à la découverte des divers aspects du travail de création et des différents langages artistiques.
Depuis 1992, année de sa labellisation, la scène nationale, dirigée depuis 2001 par Jean-Michel Puiffe, poursuit les missions de service public qui lui ont été confiées par le ministère de la Culture :
- pluridisciplinarité des formes artistiques dans sa programmation ;
- aide à la création et à la diffusion d’artistes et d’œuvres ;
- élargissement, renouvellement et fidélisation des publics ;
- mise en place d’actions et de projets culturels ;
- prise en considération de son implantation au cœur de Sénart avec une collaboration avec les structures culturelles, éducatives, sociales…

À la suite de l’annonce du départ à la retraite de Jean-Michel Puiffe, directeur de la Scène nationale de Sénart depuis 2001 puis du Théâtre-Sénart en 2015, le Ministère de la Culture a organisé en décembre 2022 un appel à candidature pour la direction du Théâtre-Sénart. 
Parmi les 6 projets pré-sélectionnés, c’est le projet de Caroline Simpson Smith, intitulé « Avec les artistes, au plus près des habitants », qui a remporté l’adhésion du jury. Elle a pris ses fonctions de Directrice le 1er juillet 2023. Caroline Simpson Smith souhaite impulser une nouvelle dynamique pour le Théâtre-Sénart qui s’écrira au plus près des habitants du territoire, en complicité avec les artistes. Pour ce faire, quatre équipes artistiques franciliennes sont associées à son projet : Soria Rem et Mehdi Ouachek – Compagnie Art Move Concept (danse), Airelle Besson (musique), David Geselson – Compagnie Lieux dits (théâtre), et la compagnie Les Ombres portées (théâtre d’ombres). 

## Enseignement supérieur
- Institut catholique d'arts et métiers - ICAM, site de Paris-Sénart[8]
- UPEC